# آروو اسکولا
آروو اسکولا (فنلاندی: Arvo Askola; ۲ دسامبر ۱۹۰۹ – ۲۳ نوامبر ۱۹۷۵) دونده دو استقامت اهل فنلاند بود.